# Baradili
Baradili (sardisk: Bobàdri) er en by og en kommune (comune) i provinsen Oristano i regionen Sardinien i Italien. Byen ligger i 165 meters højde og har 83 indbyggere (2016). Kommunen har et areal på 5,57 km² og grænser til kommunerne Baressa, Genuri, Gonnosnò, Sini, Turri og Ussaramanna.